# Ультранационализм
Ультранационали́зм — идеология, форма национализма, отличающаяся крайним толком и обеспечивающая претворение в жизнь интересов одного государства или одного народа в противовес интересам всех остальных. 
Упрощённый вариант толкования термина — «ревностное служение собственной нации».

## Описание
Ультранационализм в сочетании с идеей национального возрождения представляет собой фундаментальный принцип фашизма. По мнению Януша Бугайского, «в наиболее крайних и развитых формах ультранационализм схож с фашизмом, отличается высокомерием по отношению к иностранцам, поддержкой авторитарных политических режимов, граничащих с тоталитарными, мифическим акцентом на „органическом единстве“ харизматичного предводителя, партии, в организационном отношении представляющей собой бесструктурное движение, и народа».
Роджер Гриффин утверджает, что ультранационализм по сути тот же расизм; он легитимизирует себя сквозь «глубоко мифологизированные концепции оставшихся в прошлом культурных и политических эпох исторического величия и сведения старых счётов с мнимыми противниками». Он исходит из «извращённого толкования физической антропологии, генетики и евгеники с целью обоснования идей превосходства нации и предначертанности её судьбы, упадка нравов и существования подмира недочеловеков».

## Палингенный ультранационализм
Палингенный ультранационализм — учение о фашизме, сформулированное британским политологом Роджером Гриффином. Палингенез, по мнению политолога, - основной миф о фашизме. Гриффин утверждает, что это уникальный синтез палингенеза и радикального национализма, что парафашизм отличается от фашизма и других революционных идеологий. Гриффин называет это «фашистским минимумом, без которого нет фашизма».
Эта идея впервые была воздвигнута в 1991 году в книге «Природа фашизма». Она была расширена в документе под названием «Постановка возрождения нации: Политика и эстетика исполнения в контексте проведённого исследования фашизма».